# Cyril Hennion
Cyril Hennion (Nizza, 3 gennaio 1992) è un calciatore francese, centrocampista o attaccante del Rapid Menton.

## Carriera
Ha giocato 4 partite in Ligue 1 con il Nizza.